# John de Vere, VII conde de Oxford
John de Vere, VII conde de Oxford (h. 12 de marzo de 1312 – 24 de enero de 1360) fue sobrino y heredero de Robert de Vere, VI conde de Oxford a quien sucedió como conde de Oxford en 1331, después de que su tío muriera sin descendencia.
John de Vere fue un capitán en quien el rey Eduardo III confiaba en las guerras que desplegó en Escocia y en Francia, e intervino tanto en la batalla de Crécy como en la de Poitiers. Murió en campaña en Francia en el año 1360. A lo largo de su carrera estuvo relacionado estrechamente con William de Bohun, I conde de Northampton, que era su cuñado.

## Antecedentes familiares y matrimonio

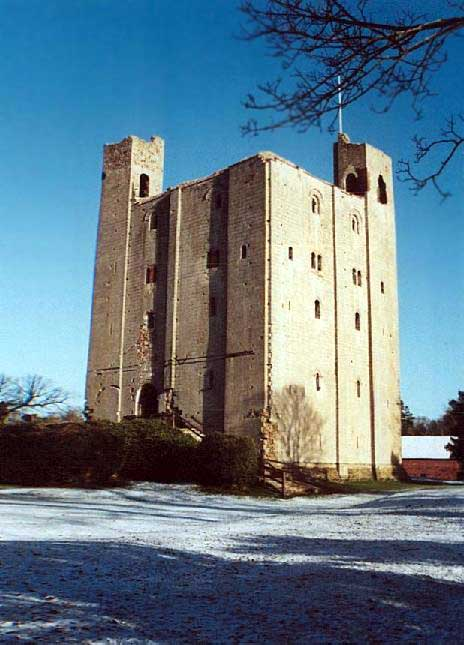
Castillo de Hedingham Castle, Essex, sede de los condes de Oxford

John de Vere fue el único hijo de Alphonse de Vere, y Jane, hija de Sir Richard Foliot. Alphonse era un hijo menor de Robert de Vere, V conde de Oxford y aparentemente murió poco antes del 20 de diciembre de 1328, cuando se emitió un decreto para hacer averiguaciones sobre la tierra que poseía directamente del rey. Estas audiencias establecieron que el siguiente heredero de Alphonse era su hijo John, que entonces tenía 15 años de edad. Las mansiones afectadas eran Aston Sandford, Buckinghamshire, Westwick by St Albans y Great Hormead, Hertfordshire, así como propiedades en Beaumont y Althorne en Essex.
Alphonse era hermano de Robert de Vere, VI conde de Oxford. Cuando el hijo del sexto conde murió sin descendencia en 1329, obtuvo licencia del rey para vincular sus estados a su sobrino, John. De esta manera John de Vere, cuando su tío murió el 17 de abril de 1331, se convirtió en conde de Oxford. Había prestado homenaje para el 17 de mayo.
En 1336 John se casó con Maud de Badlesmere, quien era la segunda de cuatro hijas de Bartholomew de Badlesmere, de Badlesmere en Kent y Margaret de Clare. Maud era coheredera de su hermano Giles de Badlesmere, II barón Badlesmere. Cuando Giles murió en 1338, esto llevó a que una parte significativa de la herencia Badlesmere pasase a manos de De Vere. El matrimonio también creó un fuerte lazo con William Bohun, conde de Northampton, quien se había casado con la tercera hija de Badlesmere, Elizabeth de Badlesmere, y así se convirtió en concuñado de Oxford. Los dos hicieron campaña juntos, desempeñaron las mismas misiones y murieron el mismo año.

## Carrera
La carrera militar de De Vere comenzó con el servicio a Eduardo III en sus campañas escocesas, en la segunda guerra de independencia escocesa de los años 1330. Intervino en la campaña de Roxburgo de 1334–5, y en la campaña del verano de 1335. Más tarde, esa misma década, los esfuerzos militares de Inglaterra se volvieron hacia Francia, con el comienzo de la guerra de los Cien Años. En marzo de 1340, de Vere sirvió en Flandes, y estuvo por lo tanto fuera del país durante las disputas de Eduardo con el arzobispo John de Stratford. Oxford no se vio obligado a significarse de un bando u otro dentro del conflicto, y ha sido descrito como "neutral políticamente".
Después de un período en Inglaterra, de Vere regresó al continente en 1342, donde sirvió con Northampton, quien había sido nombrado teniente de Bretaña. Ambos intervinieron en la batalla de Morlaix aquel año. Al año siguiente, los dos condes fueron enviados a Escocia a liberar el castillo de Lochmaben, y en 1345 estuvieron de nuevo en campaña en Bretaña. Según la tradición, al volver a Inglaterra , sus barcos se vieron obligados a ir a la orilla por el mal tiempo, y su partida fue robada por los vecinos. En el verano de 1346 de Vere estaba haciendo campaña con el rey en Normandía, e intervino en la batalla de Crécy. Según el cronista Froissart, de Vere estaba luchando con el príncipe de Gales, y estuvo entre los capitanes que envió un requerimiento a Eduardo III pidiendo refuerzos cuando el rey dio su famosa contestación "Que le muchacho se gane sus espuelas". Oxford participó igualmente en el sitio de Calais, pero cayó enfermo en 1348, y no tuvo participación en ninguna otra gran campaña hasta 1355.
En 1355 estaba de nuevo en compañía del príncipe de Gales, y tomó parte en la gran incursión del príncipe en Languedoc. El 19 de septiembre de 1356, en la batalla de Poitiers, Oxford estaba al mando de la vanguardia junto con el conde de Warwick. el ataque de De Vere sobre el flanco de la caballería francesa, con un grupo de arqueros, tuvo gran relevancia para conseguir la victoria inglesa. Su última campaña fue la de Reims de Eduardo III en 1359–60. Aquí murió, posiblemente durante la incursión en Borgoña, el 23 o 24 de enero de 1360. Fue enterrado en el lugar de entierro de la familia de Vere, el priorato de Colne en Essex.

## Descendientes y legado
Maud de Vere murió en 1366. La pareja tuvo cuatro hijos y tres hijas. El hijo mayor, John, se casó con Elizabeth Courtenay, hija de Hugh de Courtenay, X conde de Devon, pero murió antes que su padre, en 1350. Después de la muerte de su esposo, Elizabeth se casó con Sir Andrew Luttrell de Chilton (en Thorverton), Devon. Otro hijo, Robert, también murió en vida de su padre. El hijo mayor que le quedaba fue entonces Thomas, nacido alrededor de 1336 o 1337, quien sucedió a su padre en 1360. 
El hijo de Thomas, Robert de Vere, IX conde de Oxford sucedió a su padre a la muerte de este, pero con la pérdida de Robert en 1392, el condado se le entregó al tío de Robert, Aubrey – el cuarto hijo del séptimo conde. 
La hija mayor, Margaret, se casó en tre ocasiones, mientras que de la segunda, Matilda, se sabe poco. La tercera hija, Elizabeth, se casó con Sir Hugh Courtenay, el hijo mayor y heredero de Hugh de Courtenay, X conde de Devon.
John de Vere, en la tradición familiar de los "peleones de Veres", estuvo activo en casi todas las grandes campañas militares de los años 1340 a 1360. En la campaña de Roxburgo llevó un séquito de veintiocho hombres de armas y doce arqueros a caballo. En Bretaña en 1342, el séquito había crecido hasta los cuarenta hombres de armas un banneret, nueve caballeros, veintinueve escuderos, y treinta arqueros a caballo. Su séquito tenía composición diversa, y también incluía a mercenarios extranjeros. En cierto momento, en la batalla de Poitiers, John Hawkwood, quien más tarde hizo su fortuna como condottiero en Italia, también sirvió con de Vere. A pesar de esto, de Vere nunca se distinguió particularmente como un comandante militar. Ni tampoco fue objeto de gran mecenazgo real, y nunca fue nombrado caballero de la orden de la jarretera. Esto, en gran medida, se debió a los relativamente pequeños recursos de la familia de Vere entre los pares de Inglaterra. Como un ejemplo puede mencionarse que a finales de 1340, se le debían £349 a Oxford en mora por sus servicios, y al mismo tiempo el rey debía a Northampton dos deudas de £782 y £1237. Esta falta de recursos y el estatus de John de Vere fue incapaz de superarlo ni por matrimonio ni a través de la guerra.

## Árbol genealógico de los De Vere
|                              |                              |                              |                              | Robert, V conde (c. 1240–1296) |                              |                  |                  |                             |                             |                             |                             |                             |                             |                     |                     |                     |                     |                     |                     |               |               |                                   |                                   |                                       |                                       |                                       |                                       |                                       |                                       |                                |                                |                                |                                |                                |                                |                                |                                |                                |                                |                                |                                |  |  |  |  |  |  |  |  |  |  |  |  |  |  |  |  |  |  |
|                              |                              |                              |                              |                                |                              |                  |                  |                             |                             |                             |                             |                             |                             |                     |                     |                     |                     |                     |                     |               |               |                                   |                                   |                                       |                                       |                                       |                                       |                                       |                                       |                                |                                |                                |                                |                                |                                |                                |                                |                                |                                |                                |                                |  |  |  |  |  |  |  |  |  |  |  |  |  |  |  |  |  |  |
|                              |                              |                              |                              |                                |                              |                  |                  |                             |                             |                             |                             |                             |                             |                     |                     |                     |                     |                     |                     |               |               |                                   |                                   |                                       |                                       |                                       |                                       |                                       |                                       |                                |                                |                                |                                |                                |                                |                                |                                |                                |                                |                                |                                |  |  |  |  |  |  |  |  |  |  |  |  |  |  |  |  |  |  |
| Robert, VI conde (1257–1331) | Robert, VI conde (1257–1331) | Robert, VI conde (1257–1331) | Robert, VI conde (1257–1331) | Robert, VI conde (1257–1331)   | Robert, VI conde (1257–1331) |                  |                  | Alfonso († 1328)            | Alfonso († 1328)            | Alfonso († 1328)            | Alfonso († 1328)            | Alfonso († 1328)            | Alfonso († 1328)            |                     |                     |                     |                     |                     |                     |               |               |                                   |                                   | Bartholomew de Badlesmere (1275–1322) | Bartholomew de Badlesmere (1275–1322) | Bartholomew de Badlesmere (1275–1322) | Bartholomew de Badlesmere (1275–1322) | Bartholomew de Badlesmere (1275–1322) | Bartholomew de Badlesmere (1275–1322) |                                |                                |                                |                                |                                |                                |                                |                                |                                |                                |                                |                                |  |  |  |  |  |  |  |  |  |  |  |  |  |  |  |  |  |  |
| Robert, VI conde (1257–1331) | Robert, VI conde (1257–1331) | Robert, VI conde (1257–1331) | Robert, VI conde (1257–1331) | Robert, VI conde (1257–1331)   | Robert, VI conde (1257–1331) |                  |                  | Alfonso († 1328)            | Alfonso († 1328)            | Alfonso († 1328)            | Alfonso († 1328)            | Alfonso († 1328)            | Alfonso († 1328)            |                     |                     |                     |                     |                     |                     |               |               |                                   |                                   | Bartholomew de Badlesmere (1275–1322) | Bartholomew de Badlesmere (1275–1322) | Bartholomew de Badlesmere (1275–1322) | Bartholomew de Badlesmere (1275–1322) | Bartholomew de Badlesmere (1275–1322) | Bartholomew de Badlesmere (1275–1322) |                                |                                |                                |                                |                                |                                |                                |                                |                                |                                |                                |                                |  |  |  |  |  |  |  |  |  |  |  |  |  |  |  |  |  |  |
|                              |                              |                              |                              |                                |                              |                  |                  |                             |                             |                             |                             |                             |                             |                     |                     |                     |                     |                     |                     |               |               |                                   |                                   |                                       |                                       |                                       |                                       |                                       |                                       |                                |                                |                                |                                |                                |                                |                                |                                |                                |                                |                                |                                |  |  |  |  |  |  |  |  |  |  |  |  |  |  |  |  |  |  |
|                              |                              |                              |                              |                                |                              |                  |                  | John, VII conde (1312–1360) | John, VII conde (1312–1360) | John, VII conde (1312–1360) | John, VII conde (1312–1360) | John, VII conde (1312–1360) | John, VII conde (1312–1360) |                     |                     |                     |                     |                     |                     | Maud († 1366) | Maud († 1366) | Maud († 1366)                     | Maud († 1366)                     | Maud († 1366)                         | Maud († 1366)                         |                                       |                                       | Elizabeth († 1356)                    | Elizabeth († 1356)                    | Elizabeth († 1356)             | Elizabeth († 1356)             | Elizabeth († 1356)             | Elizabeth († 1356)             |                                |                                | William de Bohun (c.1312–1360) | William de Bohun (c.1312–1360) | William de Bohun (c.1312–1360) | William de Bohun (c.1312–1360) | William de Bohun (c.1312–1360) | William de Bohun (c.1312–1360) |  |  |  |  |  |  |  |  |  |  |  |  |  |  |  |  |  |  |
|                              |                              |                              |                              |                                |                              |                  |                  | John, VII conde (1312–1360) | John, VII conde (1312–1360) | John, VII conde (1312–1360) | John, VII conde (1312–1360) | John, VII conde (1312–1360) | John, VII conde (1312–1360) |                     |                     |                     |                     |                     |                     | Maud († 1366) | Maud († 1366) | Maud († 1366)                     | Maud († 1366)                     | Maud († 1366)                         | Maud († 1366)                         |                                       |                                       | Elizabeth († 1356)                    | Elizabeth († 1356)                    | Elizabeth († 1356)             | Elizabeth († 1356)             | Elizabeth († 1356)             | Elizabeth († 1356)             |                                |                                | William de Bohun (c.1312–1360) | William de Bohun (c.1312–1360) | William de Bohun (c.1312–1360) | William de Bohun (c.1312–1360) | William de Bohun (c.1312–1360) | William de Bohun (c.1312–1360) |  |  |  |  |  |  |  |  |  |  |  |  |  |  |  |  |  |  |
|                              |                              |                              |                              |                                |                              |                  |                  |                             |                             |                             |                             |                             |                             |                     |                     |                     |                     |                     |                     |               |               |                                   |                                   |                                       |                                       |                                       |                                       |                                       |                                       |                                |                                |                                |                                |                                |                                |                                |                                |                                |                                |                                |                                |  |  |  |  |  |  |  |  |  |  |  |  |  |  |  |  |  |  |
|                              |                              |                              |                              |                                |                              |                  |                  |                             |                             |                             |                             |                             |                             |                     |                     |                     |                     |                     |                     |               |               |                                   |                                   |                                       |                                       |                                       |                                       |                                       |                                       |                                |                                |                                |                                |                                |                                |                                |                                |                                |                                |                                |                                |  |  |  |  |  |  |  |  |  |  |  |  |  |  |  |  |  |  |
|                              |                              |                              |                              |                                |                              | John († c. 1350) | John († c. 1350) | John († c. 1350)            | John († c. 1350)            | John († c. 1350)            | John († c. 1350)            |                             |                             | Robert († bf. 1360) | Robert († bf. 1360) | Robert († bf. 1360) | Robert († bf. 1360) | Robert († bf. 1360) | Robert († bf. 1360) |               |               | Thomas, VIII conde (c. 1336-1371) | Thomas, VIII conde (c. 1336-1371) | Thomas, VIII conde (c. 1336-1371)     | Thomas, VIII conde (c. 1336-1371)     | Thomas, VIII conde (c. 1336-1371)     | Thomas, VIII conde (c. 1336-1371)     |                                       |                                       | Aubrey, X conde (1338/40–1400) | Aubrey, X conde (1338/40–1400) | Aubrey, X conde (1338/40–1400) | Aubrey, X conde (1338/40–1400) | Aubrey, X conde (1338/40–1400) | Aubrey, X conde (1338/40–1400) |                                |                                |                                |                                |                                |                                |  |  |  |  |  |  |  |  |  |  |  |  |  |  |  |  |  |  |
|                              |                              |                              |                              |                                |                              | John († c. 1350) | John († c. 1350) | John († c. 1350)            | John († c. 1350)            | John († c. 1350)            | John († c. 1350)            |                             |                             | Robert († bf. 1360) | Robert († bf. 1360) | Robert († bf. 1360) | Robert († bf. 1360) | Robert († bf. 1360) | Robert († bf. 1360) |               |               | Thomas, VIII conde (c. 1336-1371) | Thomas, VIII conde (c. 1336-1371) | Thomas, VIII conde (c. 1336-1371)     | Thomas, VIII conde (c. 1336-1371)     | Thomas, VIII conde (c. 1336-1371)     | Thomas, VIII conde (c. 1336-1371)     |                                       |                                       | Aubrey, X conde (1338/40–1400) | Aubrey, X conde (1338/40–1400) | Aubrey, X conde (1338/40–1400) | Aubrey, X conde (1338/40–1400) | Aubrey, X conde (1338/40–1400) | Aubrey, X conde (1338/40–1400) |                                |                                |                                |                                |                                |                                |  |  |  |  |  |  |  |  |  |  |  |  |  |  |  |  |  |  |
|                              |                              |                              |                              |                                |                              |                  |                  |                             |                             |                             |                             |                             |                             |                     |                     |                     |                     |                     |                     |               |               | Robert, IX conde (1362-1392)      | Robert, IX conde (1362-1392)      | Robert, IX conde (1362-1392)          | Robert, IX conde (1362-1392)          | Robert, IX conde (1362-1392)          | Robert, IX conde (1362-1392)          |                                       |                                       | Richard, XI conde (1385-1417)  | Richard, XI conde (1385-1417)  | Richard, XI conde (1385-1417)  | Richard, XI conde (1385-1417)  | Richard, XI conde (1385-1417)  | Richard, XI conde (1385-1417)  |                                |                                |                                |                                |                                |                                |  |  |  |  |  |  |  |  |  |  |  |  |  |  |  |  |  |  |

| Predecesor: Robert de Vere | Conde de Oxford 1331-1360 | Sucesor: Thomas de Vere |

- Esta obra contiene una traducción  derivada de «John de Vere, 7th Earl of Oxford» de Wikipedia en inglés, publicada por sus editores bajo la Licencia de documentación libre de GNU y la Licencia Creative Commons Atribución-CompartirIgual 4.0 Internacional.

- Datos: Q3390008